# Nyuszi rapszódia
A Nyuszi rapszódia (eredeti cím: Rhapsody Rabbit) egy 1946-os Bolondos dallamok epizód Tapsi Hapsi főszereplésével. Az epizód az Oscar-díjra jelölt Rhapsody in Rivets követése, melyben szintén szerepelt Liszt Ferenc II. Magyar rapszódiája.
1992. október 1-jei indulásakor ezt az epizódot vetítette le először a Cartoon Network.

## Tartalom
|  | Alább a cselekmény részletei következnek! |

Tapsi Hapsi zongorán ad elő rapszódiákat, de előtte még leveszi kezéről több kesztyűjét, bemelegíti az ujjait és beállítja a széket. Már éppen belekezdene, de ekkor megszakítja egy ember a köhögésével. Először még tűri, de a másodszori alkalomra megelégeli, és lelövi az illetőt. Ezután elkezdi a II. Magyar rapszódiát. Közben megáll pár pillanatra elrágcsálni egy répát, majd folytatja a zongorázást, amiben össze is ragadnak az ujjai, de ezt is megoldja és folytatja. Később, mikor az zongora egyik oldaláról a másikra sétálva játszik, megcsörren a telefon, és azt mondja: „Mi a hézag, hapsikám? Kicsoda? Liszt Ferenc? Nem hallottam róla. Téves!” majd folytatja. Ezután a zenét kíséri egy „Fi-garo! Fi-garo!”-val. Éppen ekkor veszi észre őt az egér aki a zongorában lakik, és játék közben ő is lenyom pár billentyűt. Ezt Tapsi megelégeli és a lyukhoz ahonnan az egér kijön egérfogót rak, hogy ha újra le akar nyomni egy billentyűt majd az megfogja, ám az egér helyette egy síppal vág közbe az előadásba. Ezután Tapsi beszögeli a lyukat. Később Tapsi lapoz a kottán, ami közben egy fehérneműs nő is látható a kották között, majd Tapsi továbblapoz és újra zenél. Közben az egér megjelenik a zongora nyitott tetején át, ám Tapsi próbálja eltakarni a kezét amivel játszik az egér elöl. Később az egér eltűnik, majd Tapsi eltakart kezénél előbújik és végigfut a zongorán. Később Tapsi befejezi, ám ekkor az egér ugrálva elkezd egy Boogie-woogie-s számot játszani, amit Tapsi eleinte kísér, de aztán rácsapja az egérre a billentyűk tetejét, ám az egér így is tovább játszik a zongorán, ezért Tapsi betesz a billentyűkre egy dinamitot, ami fel is robban. Után a zongorán az egér elkezdi játszani a „Taps”-ot, a hadsereg temetésekkor vagy lobogó felvonásakor hallható leginkább trombitán játszott dalt. Majd amikor vége lesz Tapsi megnézi mi lett az egérrel, de amikor felnyitja a tetőt az egér egy kalapáccsal fejbe veri. Később Tapsi megmutatja hogy csinálja egy kézzel, majd pedig kéz nélkül a lábával. Később írógépszerűen játssza le a dalt, azaz játszás közben arrébb megy a zongora, és Tapsi visszahúzza. Később Tapsi az egér eltüntetésére a zongorán ugrálva és járva valamint gyorsan játszik, hogy az egyik billentyű eltalálja az egeret, ám ez nem sikerül. Később elérkezik a végéhez, ám követhetetlen az utolsó rész. Már nagy nehezen éppen belekezdene, ám ekkor belekezd az egér egy mellette lévő kis zongorán, ráadásul sikeresen teljesíti, majd végül a zenét Tapsi zárja le.
|  | Itt a vége a cselekmény részletezésének! |

## Plágiumvita
A Nyuszi rapszódia megjelenésének évében jelent meg a Zongorakoncert című Tom és Jerry-epizód, melyben Tom zongorakoncertet ad, miközben Jerry folyton tönkreteszi azt. Mindkettőt jelöltették Oscar-díjra, de közülük a Zongorakoncert nyerte meg azt, a Legjobb animációs rövidfilm kategóriában. Az ügyben az MGM és a Warner Bros. is egymást vádolta plágiummal. Az hogy ki másolt kiről még ma is bizonytalan, habár a Nyuszi rapszódia előbb készült el. A hasonlóság véletlen is lehet, hiszen az MGM és a Warner Bros. animátorai is tapasztaltak.

## Cenzúra
Azt a jelenetet, amiben Tapsi Hapsi az előadás előtt folyton köhögő emberre lő a The WB Television Network cenzúrázta.

## Fordítás
- Ez a szócikk részben vagy egészben  a   Rhapsody Rabbit című angol Wikipédia-szócikk fordításán alapul.  Az eredeti cikk szerkesztőit annak laptörténete sorolja fel. Ez a jelzés csupán a megfogalmazás eredetét és a szerzői jogokat jelzi, nem szolgál a cikkben szereplő információk forrásmegjelöléseként.